# 100% NL TV
100% NL TV là kênh truyền hình âm nhạc non-stop phát sóng chủ yếu là các video ca nhạc của các nghệ sĩ Hà Lan. Kênh ra mắt thông qua nhà điều hành cáp Ziggo vào ngày 1 tháng 10 năm 2013. Đây là sự hợp tác giữa đài phát thanh 100% NL và kênh âm nhạc Lite TV. Kênh phát sóng 24/24. Kênh phát sóng trên khắp Hà Lan.